# Separados
Separados est une telenovela chilienne diffusée en 2012-2013 sur TVN.

## Acteurs et personnages

### Acteurs principaux
- Jorge Zabaleta : Pedro Armstrong
- Luz Valdivieso : Carolina Cavada
- Álvaro Rudolphy : Jaime Mathews
- Sigrid Alegría : Verónica Infante
- Andrés Velasco : Mateo Fernández
- Alejandra Fosalba : Macarena Damilano
- Fernando Larraín : Emilio Marambio
- Rodrigo Muñoz : Antonio "Toñito" García
- Coca Guazzini : María Isabel Correa
- Jaime Vadell : Álvaro Cavada
- Francisca Gavilán : Rosario Aranda
- Daniela Ramírez : Amanda Valenzuela
- Sebastián Goya : Andrés Beneyto
- Valeska Díaz : Javiera Mathews
- Ignacio Susperreguy : Pablo Marambio
- Nicolás Vigneaux : Vicente Armstrong
- Rosita Vial : Camila Armstrong
- Margarita Sánchez : Teresita Marambio

### Párticipations spéciales
- María José Prieto : Claudia Armstrong
- Ignacia Allamand : Josefa Matte
- Amaya Forch : Maite Subercaseaux
- Remigio Remedy : Alejandro Lamarca
- Sebastián Layseca : Ignacio Mathews
- Lorena Capetillo : Fabiola
- Santiago Tupper : Nicolás
- Matías Stevens : Gabriel
- Óscar Hernández : Sergio Beneyto
- Silvia Novak : Sonia Jaramillo
- Luis Wigdorsky : Héctor Santibañez
- Sergio Silva : Leonel "Guatón" Riquelme
- Teresa Hales : Pamela Martini

## Diffusion internationale
| Pays      | Chaîne   | Titre     | Série prémière  |
| --------- | -------- | --------- | --------------- |
| Chili     | TVN      | Separados | 22 octobre 2012 |
| Argentine | TV Chile | Separados | 22 octobre 2012 |
| Bolivie   | TV Chile | Separados | 22 octobre 2012 |
| Équateur  | TV Chile | Separados | 22 octobre 2012 |
| Pérou     | TV Chile | Separados | 22 octobre 2012 |
| Allemagne | TV Chile | Separados | 22 octobre 2012 |
| Espagne   | TV Chile | Separados | 22 octobre 2012 |
| Suède     | TV Chile | Separados | 22 octobre 2012 |
| Norvège   | TV Chile | Separados | 22 octobre 2012 |
| France    | TV Chile | Separados | 22 octobre 2012 |
| Italie    | TV Chile | Separados | 22 octobre 2012 |
| Colombie  | TV Chile | Separados | 22 octobre 2012 |
| Brésil    | TV Chile | Separados | 22 octobre 2012 |
| Portugal  | TV Chile | Separados | 22 octobre 2012 |
| Venezuela | TV Chile | Separados | 22 octobre 2012 |
| Australie | TV Chile | Separados | 23 octobre 2012 |

## Bande sonore
| Artiste            | Thème                       | Personnage(s)                | Acteur(s)                                           |
| ------------------ | --------------------------- | ---------------------------- | --------------------------------------------------- |
| Smash Mouth        | Why can't we be friends?    | Thème principal              | =                                                   |
| Britney Spears     | Baby one more time          | Pedro et Carola              | Jorge Zabaleta et Luz Valdivieso                    |
| R.E.M.             | Everybody hurts             | Pedro et Carola              | Jorge Zabaleta et Luz Valdivieso                    |
| Spice Girls        | Wannabe                     | Carola, Verónica et Macarena | Luz Valdivieso, Sigrid Alegría et Alejandra Fosalba |
| Natalie Imbruglia  | Torn                        | Amanda et Pedro              | Daniela Ramírez et Jorge Zabaleta                   |
| One Direction      | What Makes You Beautiful    | Pablo et Javiera             | Ignacio Susperreguy et Valeska Díaz                 |
| Annie Lennox       | No more I love you's        | Mateo et Andrés              | Andrés Velasco et Sebastián Goya                    |
| Blackout All-Stars | I Like It Like That         | Jaime                        | Álvaro Rudolphy                                     |
| Right Said Fred    | I'm Too Sexy                | Jaime                        | Álvaro Rudolphy                                     |
| Lou Bega           | Mambo Nº 5                  | Emilio                       | Fernando Larraín                                    |
| Blondie            | The Tide Is High            | Antonio                      | Rodrigo Muñoz                                       |
| The Verve          | Better sweet symphony       | Andrés                       | Sebastián Goya                                      |
| Air Supply         | Lonely is the Night         | Emilio et Macarena           | Fernando Larraín et Alejandra Fosalba               |
| Foreigner          | I Want to Know What Love Is | Jaime et Verónica            | Álvaro Rudolphy et Sigrid Alegría                   |

### Sources
- (es) Cet article est partiellement ou en totalité issu de l’article de Wikipédia en espagnol intitulé « Separados (telenovela) » (voir la liste des auteurs).